# 해군특수전센터
해군특수전센터(영어: Naval Special Warfare Center (NSWC))는 캘리포니아주 콜로라도 해군상륙기지에 있는 미국 해군 특수전사령부 산하의 특수전 훈련소이다.
해군특수전(NSW) 선발 및 훈련을 집행한다. 12개월 과정인 기초해제폭파 및 SEAL(BUD/S)과 SQT, 9개월 기간 특수전전투주정승무원(SWCC)이 주 과정이다.

## 산하 조직

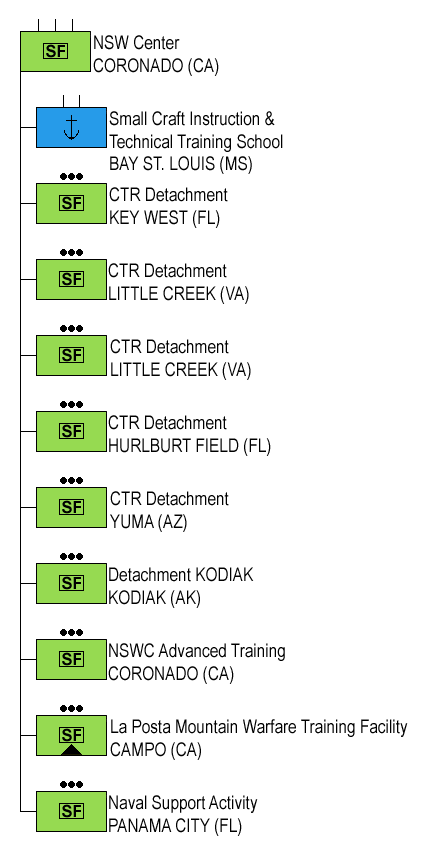
NSW의 전투 서열 도표

- 소형주정 지도 및 기술훈련학교 - 미시시피주  베이 세인트루이스 스테니스 우주센터
- CTR 분견대 - 플로리다주 키웨스트 해군 항공기지
- CTR 분견대 - 버지니아주 리틀크리크 합동원정기지
- CTR 분견대 - 버지니아주 리틀크리크 합동원정기지
- CTR 분견대 - 플로리다주 헐버트 비행장
- CTR 분견대 - 애리조나주 유마 실험장
- 코디악 분견대 - 알래스카주
- NSWC 고급훈련반 - 캘리포니아주 콜로라도 해군상륙기지
- 라포스타 산악전훈련시설 - 캘리포니아주 캠포(영어:Campo)
- 플로리다주 파나마시티 해군지원처, SEAL 수송 잠수함(SDV) 훈련

### 해군특수전고등훈련사령부
해군특수전고등훈련사령부(Naval Special Warfare Advanced Training Command (NAVSPECWARADVTRACOM))는 버지니아주 리틀크리크 합동원정기지에 있다.